# Cristina Corrales
Cristina Corrales Real, née le 5 décembre 1962 à La Paz et morte le 30 avril 2010 dans la même ville, est une journaliste, animatrice de radio puis de télévision, et femme politique bolivienne, membre puis présidente du gouvernement municipal de La Paz.

## Carrière professionnelle

### Radio
Cristina Corrales commence sa carrière professionnelle pour Radio Cristal, une station de radio où travaillent des journalistes influents comme Lorenzo Carri. Elle y travaille aux côtés de Mario Espinoza et du futur président de la République Carlos Mesa.
Elle travaille ensuite à Radio Panamericana (es), puis devient la présentatrice vedette de Radio Fides (es) avec son émission Cristina y usted (Cristina et toi) à la fin des années 1980, précisément de 1988 à 1999. Elle est l'initiatrice de l'orientation sociale de la station, par son animation de l'émission du matin qui obtient une large audience dès sa première diffusion le 4 avril 1988. Son action contribue à la popularité de Radio Fides, et provoque une rivalité entre elle et la Radio Métropolitaine fondée par Carlos Palenque.
Son programme obtient plusieurs des audiences les plus élevées, notamment dans les villes de La Paz et El Alto. Il commence sous forme de magazine d'information, puis devient un forum citoyen comparable au programme Tribuna Libre de Palenque.
À Radio Fides, Cristina Corrales fonde aussi la campagne de Noël « Por la sonrisa de un niño » (« Pour un sourire d'enfant »), co-organisée avec un de ses collègues, le prêtre catholique bolivien et journaliste Eduardo Pérez Iribarne.

### Télévision
Elle se met ensuite à la télévision, avec le programme Crónicas sur la chaîne Bolivia TV. Elle travaille aussi sur la chaîne PAT comme responsable de presse, puis à Bolivisión avec son émission Cristina y Usted.

### Documentaire sur l'Assemblée constituante
Cristina Corrales est la seule journaliste à avoir enregistré quotidiennement les séances de l'Assemblée constituante bolivienne tenue à Sucre, la ville où elle a emménagé après avoir quitté la politique et avoir dû renoncer à revenir dans les médias à La Paz. L'enregistrement de ces séances de l'Assemblée lui permet de réaliser le documentaire El Triunfo del pueblo (« Le triomphe du peuple »), qui est récompensé en 2009 par le Prix de la radio latino-américaine en Équateur,, prix qu'elle reçoit à Quito en 2010.

## Carrière politique
La popularité locale et nationale que Cristina Corrales a obtenue grâce à son émission de radio l'incite à présenter sa candidature au gouvernement municipal autonome de La Paz pour le parti de centre gauche Vanguardia Revolucionaria 9 de Abril (VR-9). Elle est élue conseillère de 1999 à 2005 et devient présidente du gouvernement municipal de 2000 à 2005. Pendant son mandat, elle ordonne diverses enquêtes sur la transparence des contrats et des encaissements effectués par les entreprises fournisseuses de la mairie. En 2000, elle reçoit dans sa mairie de La Paz le roi Juan Carlos et la reine Sofía d'Espagne, ainsi que d'autres personnalités internationales comme Hugo Chávez et Kofi Annan.
Cristina Corrales se présente comme candidate à la fois au Sénat et à la Chambre des Députés, sous l'étiquette du Mouvement de la gauche révolutionnaire (MIR) pour les élections de 2002, mais elle choisit finalement de ne pas se présenter car cela l'aurait obligée à démissionner du conseil municipal.

## Vie privée
Cristina Corrales se marie avec Gonzalo Ruiz Paz, homme politique et idéologue de gauche, membre du parti Conscience de la Patrie (CONDEPA). Ils ont deux enfants.
Elle meurt le 30 avril 2010 à la clinique Rengel de La Paz, des suites d'une fausse route,.

## Prix et distinctions
- Prix Futura World Radio Award, Berlin, 1990[2].
- Prix Maya du meilleur animateur radio, 1999[2].
- Prix Maya du meilleur conseiller bolivien, 2000[2].
- Prix de la Radio latino-américaine décerné par l'université andine Simón Bolívar, par Radio Nacional de España et par Radio Netherland, 2009[3] ou 2010[7].
- Prix Prócer Pedro Domingo Murillo (à titre posthume), 2010[16].
- Depuis 2011, une avenue dans les quartiers Koani et Achumani de La Paz porte son nom, et une plaque commémorative lui rend également hommage[17].